# Cassyette
Cassyette (* 30. März 1993 in Chelmsford, Essex; bürgerlich: Cassy Brooking) ist eine englische Singer-Songwriterin.

## Karriere
Cassyette besuchte eine katholische Mädchenschule und studierte Musik an der University of Westminster in London. Nach dem Abschluss des Studiums arbeitete sie als DJ und Songwriterin, bevor sie im Jahre 2018 ihre Solokarriere startete. Nach einigen Singles trat sie im Jahre 2021 beim Download-Festival auf und trat bei dem Lied Off with His Head von Frank Carter & The Rattlesnakes als Gastsängerin auf. Am 21. Mai 2022 eröffnete sie für My Chemical Romance in Milton Keynes und trat auf den Reading and Leeds Festivals und dem Slam Dunk Festival auf. Bei den Heavy Music Awards 2022 wurde sie in der Kategorie Best UK Breakthrough Artist ausgezeichnet. Nach einer eigenen Headlinertournee durch das Vereinigte Königreich eröffnete sie die Co-Headlinertournee von Sum 41 und Simple Plan durch Europa im Herbst 2022. Am 10. November 2022 veröffentlichte Cassyette das Sad Girl Mixtape. Im Sommer 2023 trat sie auf dem Glastonbury Festival und dem Riot Fest auf. 
Bei den Heavy Music Awards 2023 erhielt Cassyette Nominierungen in den Kategorien Best Breakthrough Album, Best Breakthrough Live Artist und Best Video, ging aber leer aus. Im Januar 2024 eröffnete Cassyette zusammen mit Static Dress und Bad Omens die UK-Tour von Bring Me the Horizon, bevor sie im Vorprogramm von Yonaka ihre erste Tournee durch die Vereinigten Staaten absolvierte. Im Frühling 2024 folgte eine eigene Headlinertournee durch Europa. Cassyette war eine der vier Autoren des Liedes Doomsday Blue von Bambie Thug, dem irischen Beitrag zum Eurovision Song Contest 2024 und ist bei dem Lied als Backgroundsängerin zu hören. Am 23. August 2024 erschien ihr Debütalbum This World Fucking Sucks, welches von Olly Burden und Tylr Rydr produziert wurde und auf Platz 39 der britischen Albumcharts einstieg.

## Stil
Marcy Donelson vom Onlinemagazin Allmusic schrieb, dass Cassyette „Texturen von rauen Metal und geschmeidigen Elektro-Pop in ihre viszeral-feurigen Lieder kombiniert“. Tyler Damana Kelly vom britischen Magazin Metal Hammer beschrieb Cassyette als „Elektro-Metal-Provokateurin“ und ihre Musik als Mischung aus Metal, Rock und elektronischer Musik. Alex Baker vom britischen Magazin Kerrang beschrieb Cassyette als Künstlerin, die „Genregrenzen abschafft“.
Zu ihren ersten musikalischen Einflüssen gehörten Paramore, Korn, Black Sabbath und Mötley Crüe. Weitere Einflüsse sind Linkin Park, Bring Me the Horizon, The Prodigy, Deftones und Madonna. Ihren Stil beschreibt sie als „Grit Pop and Wrot“, eine im Metal und Emo verwurzelte Mischung mit Hip-Hop- und anderen Elementen. Zusammen mit Künstlern wie Wargasm und Kid Brunswick überquert sie Genres, um „etwas Neues und futuristisches zu erschaffen“.

## Diskografie
Studioalben

| Jahr | Titel Musiklabel                       | Höchstplatzierung, Gesamtwochen, AuszeichnungChartsChartplatzierungen (Jahr, Titel, Musiklabel, Platzierungen, Wochen, Auszeichnungen, Anmerkungen) | Anmerkungen                           |
| Jahr | Titel Musiklabel                       | UK | Anmerkungen                           |
| ---- | -------------------------------------- | --- | ------------------------------------- |
| 2024 | This World Fucking Sucks 23 Recordings | UK39 (1 Wo.)UK | Erstveröffentlichung: 23. August 2024 |

EPs
- 2022: Sad Girl Mixtape

Gastbeiträge
- 2021: Off with His Head (Frank Carter & The Rattlesnakes feat. Cassyette)

## Musikpreise
| Jahr | Kategorie                     | für              | Resultat  |
| ---- | ----------------------------- | ---------------- | --------- |
| 2022 | Best UK Breakthrough Artist   | Cassyette        | Gewonnen  |
| 2023 | Best Breakthrough Live Artist | Cassyette        | Nominiert |
| 2023 | Best Breakthrough Album       | Sad Girl Mixtape | Nominiert |
| 2023 | Best Video                    | Sad Girl Summer  | Nominiert |